# Gare de Yamato-Yagi
La gare de Yamato-Yagi (大和八木駅, Yamato-Yagi-eki) est une gare ferroviaire de la ville de Kashihara, dans la préfecture de Nara au Japon. La gare est gérée par la compagnie Kintetsu.

## Situation ferroviaire
La gare de Yamato-Yagi est située au point kilométrique (PK) 34,8 de la ligne Osaka et au PK 20,5 de la ligne Kashihara.

## Histoire
La gare est inaugurée le 21 mars 1923 sous le nom de gare de Yagi (八木駅). Elle est renommée gare de Daiki-Yagi (大軌八木駅) en 1928 et gare de Yamato-Yagi en 1941.

## Services aux voyageurs

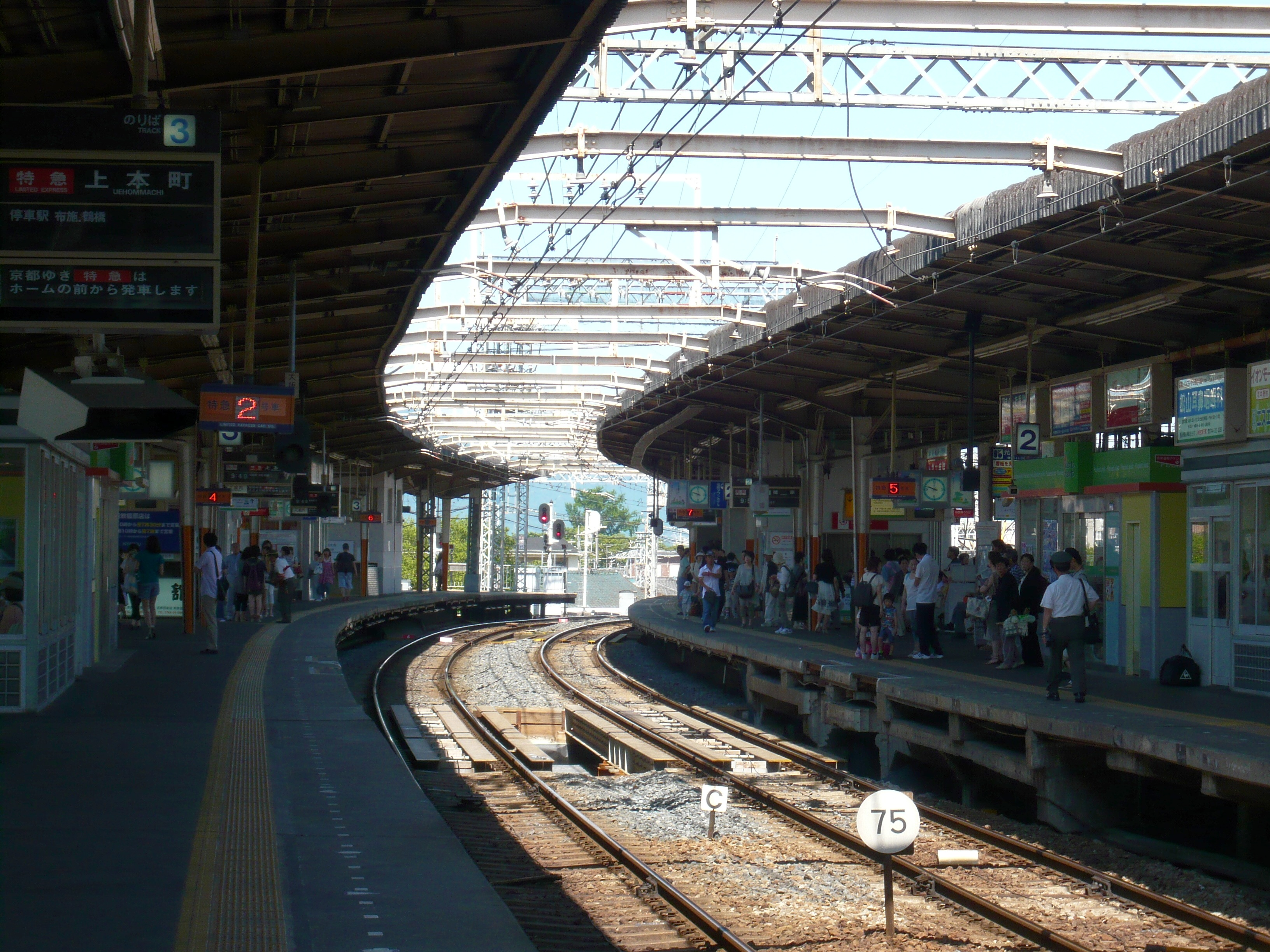
Vue des quais

### Accès et accueil
La gare dispose d'un bâtiment voyageurs, avec guichet, ouvert tous les jours.

### Desserte
- Ligne Osaka :
  - voies 1 et 2 : direction Ise-Nakagawa, Nagoya et Kashikojima
  - voies 3 et 4 : direction Tsuruhashi, Osaka-Uehommachi et Osaka-Namba
- Ligne Kashihara :
  - voies 3, 4 et 6 : direction Yamato-Saidaiji et Kyoto
  - voie 5 : direction Kashiharajingu-mae